# マイコバクテリウム属
マイコバクテリウム属（マイコバクテリウムぞく、Mycobacterium、ミコバクテリウム属）は、グラム陽性細菌に分類される細菌の一属。現在、170種と13亜種が記載されている(2015年4月28日現在)。グラム陽性菌の系統であるが、細胞壁にロウ質であるミコール酸を含むため染色されにくくグラム不定型である。一旦染色されると、酸アルコールによる脱色に抵抗性を示すため、抗酸菌(acid fast bacteria)とも呼ばれる。
- ラテン語の接頭辞「myco-」はギリシア語「キノコ(μυκης)」の借用語で、「カビ(fungus)」「ロウ(wax)」の両方の意味をもつ。古典ラテン語だとミュコバクテーリウムと発音し、慣例ではミコバクテリウムとも表記される。

## 特徴
- 好気性であり、アンモニアまたはアミノ酸を窒素源として使用し、塩質の存在下で炭素源としてグリセロールを使用して、非常に単純な基質上の成長に容易に適応する。最適な成長温度は種によって大きく異なり、25°Cから50°C以上の範囲である。

ほとんどのマイコバクテリウム種は、臨床に関連する種を含め、血液寒天で培養することができる。しかし一部の種は長い生殖サイクルのために非常にゆっくりと成長する。例えば、M. leprae(らい菌)は1つの分割サイクルを進めるのに20日以上かかることがある(いくつかの大腸菌株はわずか20分)。

## 代表的な菌種
- 結核菌群

ヒト型結核菌 (M. tuberculosis):ヒトに対して結核を引き起こす菌
ウシ型結核菌 (M. bovis):ウシに対して結核を引き起こす菌、継代培養されたものはBCGワクチンとして利用されている。
ネズミ型結核菌 (M. microti):ネズミに対して結核を引き起こす菌
- 癩菌群

らい菌 (M. leprae):  ハンセン病（らい病）を引き起こす菌
- 非結核性抗酸菌群

Mycobacterium avium (ヒト肺非結核性抗酸菌症を起こす菌の代表)
Mycobacterium intracellulare
Mycobacterium kansasii
ヨーネ菌 (M. avium subsp. paratuberculosis):ヨーネ病を引き起こす菌。
Mycobacterium ulcerans（人に対してブルーリ潰瘍を引き起こす）